# Jorge Sáenz
Jorge Sáenz de Miera Colmeiro (Santa Cruz de Tenerife, 17 november 1996) is een Spaans voetballer die doorgaans speelt als centrale verdediger. In juli 2023 verruilde hij Valencia voor Leganés.

## Clubcarrière
Sáenz speelde in de jeugdopleiding van Tenerife en bij die club brak hij uiteindelijk ook door. Op 4 januari 2015 maakte hij zijn professionele debuut in het eerste elftal. Op die dag werd in de Segunda División met 1–1 gelijkgespeeld tegen Sporting Gijón. Diego Ifrán opende namens Tenerife de score waarna Dani Ndi voor de gelijkmaker zorgde. Sáenz mocht van coach Álvaro Cervera in de basis beginnen en hij speelde negentig minuten mee. Zijn eerste doelpunt volgde op 21 juni 2017. Op die dag zorgde de centrumverdediger voor de enige treffer tegen Getafe (1–0 winst). Hij mocht van coach José Luis Martí het gehele duel meespelen.
In februari 2019 zette Sáenz zijn handtekening onder een verbintenis voor de duur van vijf seizoenen bij Valencia, welke per 1 juli 2019 in zou gaan. Voor de overgang betaalde Valencia circa twee miljoen euro. Valencia verhuurde hem direct na het aantrekken voor de duur van twee seizoenen aan competitiegenoot Celta de Vigo. In zijn eerste jaar bij Celta speelde Sáenz zeven competitiewedstrijden, maar de jaargang erop kreeg hij geen speelminuten. Hierop werd hij in de zomer van 2021 verhuurd aan Marítimo. In de winterstop keerde de verdediger terug om verhuurd te worden aan Mirandés.
Leganés werd medio 2022 de vierde club die hem op huurbasis overnam van Valencia. Hierbij bleef het, want Leganés nam Sáenz in juli 2023 voor circa vierhonderdduizend euro definitief over. Hij tekende voor twee seizoenen bij de club.

## Clubstatistieken
| Seizoen | Club            | Competitie       | Competitie | Competitie | Beker | Beker | Internationaal | Internationaal | Totaal | Totaal |
| Seizoen | Club            | Competitie       | Wed.       | Dlp.       | Wed.  | Dlp.  | Wed.           | Dlp.           | Wed.   | Dlp.   |
| ------- | --------------- | ---------------- | ---------- | ---------- | ----- | ----- | -------------- | -------------- | ------ | ------ |
| 2014/15 | Tenerife        | Segunda División | 5          | 0          | 0     | 0     | —              | —              | 5      | 0      |
| 2015/16 | Tenerife        | Segunda División | 16         | 0          | 1     | 0     | —              | —              | 17     | 0      |
| 2016/17 | Tenerife        | Segunda División | 33         | 1          | 1     | 0     | —              | —              | 34     | 1      |
| 2017/18 | Tenerife        | Segunda División | 21         | 1          | 3     | 0     | —              | —              | 24     | 1      |
| 2018/19 | Tenerife        | Segunda División | 33         | 4          | 1     | 0     | —              | —              | 34     | 4      |
| 2019/20 | Valencia        | Primera División | —          | —          | —     | —     | —              | —              | 0      | 0      |
| 2019/20 | → Celta de Vigo | Primera División | 7          | 0          | 2     | 0     | —              | —              | 9      | 0      |
| 2020/21 | → Celta de Vigo | Primera División | 0          | 0          | 0     | 0     | —              | —              | 0      | 0      |
| 2021/22 | → Marítimo      | Primeira Liga    | 6          | 0          | 1     | 0     | —              | —              | 7      | 0      |
| 2021/22 | → Mirandés      | Segunda División | 15         | 0          | 0     | 0     | —              | —              | 15     | 0      |
| 2022/23 | → Leganés       | Segunda División | 37         | 0          | 1     | 0     | —              | —              | 38     | 0      |
| 2023/24 | Leganés         | Segunda División | 36         | 2          | 1     | 0     | —              | —              | 37     | 2      |
| 2024/25 | Leganés         | Primera División | 23         | 1          | 2     | 0     | —              | —              | 25     | 1      |
| Totaal  | Totaal          | Totaal           | 232        | 9          | 13    | 0     | 0              | 0              | 245    | 9      |

Bijgewerkt op 11 juli 2025.